# Cantonul Saint-Sauveur-en-Puisaye
Cantonul Saint-Sauveur-en-Puisaye este un canton din arondismentul Auxerre, departamentul Yonne, regiunea Burgundia, Franța.

## Comune
- Fontenoy
- Lainsecq
- Moutiers-en-Puisaye
- Sainpuits
- Sainte-Colombe-sur-Loing
- Saints
- Saint-Sauveur-en-Puisaye (reședință)
- Sougères-en-Puisaye
- Thury
- Treigny